# Acacia omalophylla
Acacia omalophylla är en ärtväxtart som beskrevs av George Bentham. Acacia omalophylla ingår i släktet akacior, och familjen ärtväxter. Inga underarter finns listade i Catalogue of Life.